# Irike-amanote
Irike-amanote (Amanineteierike) fou un rei de Núbia que va governar del 431 al 405 aC. Es creu que va ajudar els egipcis en la seva rebel·lió contra els perses, el 414-413 aC i el 404 aC. Va succeir a Talakhamani (435-431 aC). Inscripcions referents a aquest rei s'han trobat a alguns llocs però l'única rellevant és a les parets del temple d'Amon a Kawa, en la qual es descriu la seva coronació i les batalles en les quals va prendre part; tanmateix esmenten que els reis de Napata o Kus consideraven haver estat elegits per Amon al temple de Djebel Barkal. Va morir vers el 405 aC i el va succeir Baskakeren.